# Culicoides manchuriensis
Culicoides manchuriensis är en tvåvingeart som beskrevs av Tokunaga 1941. Culicoides manchuriensis ingår i släktet Culicoides och familjen svidknott. Inga underarter finns listade i Catalogue of Life.